# Мартел, Шерри
Ше́рри Шрулл (англ. Sherry Schrull, урождённая Ра́ссел (англ. Russell), 8 февраля 1958, Новый Орлеан, Луизиана — 15 июня 2007[…], Бирмингем) — американская женщина-рестлер и менеджер в рестлинге, более известная под именами Ше́рри Марте́л и Сенсационная Ше́рри.
Мартел начала свою карьеру в рестлинге на Среднем Юге после тренировок в Колумбии, Южная Каролина. В середине 1980-х годов она присоединилась к American Wrestling Association (AWA) и трижды владела титулом чемпиона мира AWA среди женщин. В конце 1980-х годов она перешла в World Wrestling Federation (WWF), где владела женским чемпионством WWF. Также в WWF Мартел продолжала выступать в качестве менеджера таких рестлеров, как Рэнди Сэвидж, Тед Дибиаси и Шон Майклз. В 1990-х годах она выступала в Extreme Championship Wrestling (ECW) и World Championship Wrestling (WCW). В последнем из них Мартел выступала в качестве менеджера команды «Гарлем Хит». После ухода из WCW она мало появлялась в рестлинге вплоть до своей смерти в 2007 году. В сентябре 2006 года она также появилась в Total Nonstop Action Wrestling в качестве менеджера Бобби Руда, что стало ее последним телевизионным выступлением в рестлинге.

## Ранняя жизнь
Шерри Линн Рассел родилась 8 февраля 1958 года в Бирмингеме, Алабама, и выросла, играя в баскетбол и занимаясь легкой атлетикой.

## Личная жизнь
К 2003 году она жила в Теннесси со своим мужем Робертом Шруллом, где помогала ему ремонтировать дома. За свою жизнь она была замужем и разводилась как минимум дважды. У нее был один сын.

## Смерть
15 июня 2007 года Мартел умерла в доме своей матери в Маккалле, Алабама, недалеко от Бирмингема. Ей было 49 лет. 11 сентября 2007 года следователи отдела убийств в Таскалузе, Алабама, опубликовали токсикологический отчет, в котором говорилось, что она умерла от передозировки множеством препаратов, включая большое количество оксикодона. После смерти она была кремирована.

## Титулы и достижения
- American Wrestling Association
  - Чемпион мира AWA среди женщин (3 раза)[7][8]
- AWA Superstars of Wrestling
  - Чемпион мира AWA среди женщин (1 раз)[7]
- Cauliflower Alley Club
  - Другие лауреаты (1994)[9]
- International Wrestling Association
  - Чемпион IWA среди женщин (1 раз)[10]
- Зал славы и музей рестлинга
  - С 2014 года[11]
- Southern States Wrestling
  - Зал славы (2003)[12][13]
- Women Superstars Uncensored
  - Зал славы WSU (2009)
- World Wrestling Federation/Entertainment
  - Чемпион WWF среди женщин (1 раз)[7]
  - Зал славы WWE (2006)[5]
- Wrestling Observer Newsletter
  - Менеджер года (1991)